# Korps-Abteilung G
Korps-Abteilung G was een provisorische eenheid van de Duitse Wehrmacht ter grootte van een divisie, die aan het oostfront werd gevormd tijdens de Tweede Wereldoorlog uit de resten van meerdere zwaar aangeslagen infanteriedivisies. De eenheid lag aan een rustig deel van het front, bij Augustów (zuidelijk van de Suwałki) en bleef daar ruim een maand. Op 14 september 1944 werd de Korps-Abteilung weer omgedoopt in een reguliere infanteriedivisie.

## Geschiedenis

### Oprichting
Korps-Abteilung G werd opgericht op 7 augustus 1944 bij Heeresgruppe Mitte bij Augustów. De Korps-Abteilung werd georganiseerd als Infanterie-Division neuer Art. De eenheid was samengesteld uit de resten van vier infanteriedivisies, die in de voorafgaande gevechten aan het oostfront tijdens Operatie Bagration zwaar waren aangeslagen. Deze Korps-Abteilung was samengesteld uit de resten van de 57e, 260e, 299e en 337e Infanteriedivisies. De staf was de voormalige staf was van de 299e Infanteriedivisie. De regimenten werden aangeduid als Divisions-Gruppen (divisiegroepen). De bataljons werden aangeduid als Regimentsgruppen (regimentsgroepen).

### Frontinzet
Over de actieve inzet van deze Korps-Abteilung is eigenlijk niet veel te zeggen. Bij het moment van oprichting was het front nabij Augustów eigenlijk al tot rust gekomen. Het Sovjet 50e Leger lag tegenover en deze bewoog nauwelijks. De volgende 5 weken gebeurde er niet veel en tegen medio september lag de Korps-Abteilung nog op dezelfde plaats aan het front.

### Het einde
De Korps-Abteilung G werd (met bevel van 1 september) op 14 september 1944 bij Augustów omgedoopt in 299e Infanteriedivisie. De Divisiegroepen 57, 299 en 337 werden daarbij omgedoopt in resp. Grenadierregiment 528, 529 en 530.

## Samenstelling
- Staf Korps-Abteilung G (van 299e Infanteriedivisie)
- Divisionsgruppe 57 uit de staf van Grenadierregiment 313, Regimentsgruppe 480 (I./480) en 217 (I./217)
- Divisionsgruppe 299 uit de staf van Grenadierregiment 528, I./528 en II./528
- Divisionsgruppe 337 uit de staf van Divisionsgruppe 113, Regimentsgruppe 260 en 688 (II./688)
- Artillerieregiment 299 met I.-IV. Abt. (uit III./299, II./299, II./337 en IV./337)
- Divisions-Füsilier-Bataillon 299 (uit Füs.Btl. 337)
- Panzerjäger-Abteilung 299 (met delen 337)
- Pionier-Bataillon 299 (Pionier-Bataillon 337 met delen van Pionier-Bataillon 299)
- Nachrichten-Abteilung 299
- Feldersatz-Bataillon 299
- Nachschubtruppen 299

## Commandanten
| Rang   | Naam                     | Begin           | Eind              |
| ------ | ------------------------ | --------------- | ----------------- |
| Oberst | Hermann-Heinrich Behrend | 7 augustus 1944 | 14 september 1944 |

## Bovenliggende bevelslagen
| Legerkorps       | Leger    | Legergroep         | Plaats/regio | Begin           | Eind              |
| ---------------- | -------- | ------------------ | ------------ | --------------- | ----------------- |
| 41e Pantserkorps | 4. Armee | Heeresgruppe Mitte | Augustów     | 7 augustus 1944 | 14 september 1944 |